# 카림 벨라라비
카림 벨라라비(독일어: Karim Bellarabi, 1990년 4월 8일 ~ )는 독일의 전 축구 선수로, 현역 시절 윙어로 활약하였다.
2014년 8월 24일 도르트문트와 원정 경기서 7초만에 골을 넣으며 분데스리가 최단시간 골 신기록을 작성했다.